# .nl
.nl (neerlandês: Nederland) é o código TLD (ccTLD) na Internet para os Países Baixos (Nederlândia).